# Cladopelma costum
Cladopelma costum är en tvåvingeart som beskrevs av Yan, Jin och Wang 2008. Cladopelma costum ingår i släktet Cladopelma och familjen fjädermyggor. Inga underarter finns listade i Catalogue of Life.